# Franklin Graham
William Franklin Graham III (Asheville, 14 de julho de 1952), mais conhecido como Franklin Graham é um escritor, ministro e evangelista estado-unidense, filho do famoso evangelista Billy Graham. É o presidente e CEO da organização humanitária Samaritan's Purse, e da Associação Evangelística Billy Graham.

## Início da vida
É o quarto de cinco filhos do pastor evangélico e evangelista Billy Graham.Franklin Graham nasceu e cresceu nos arredores dos Apalaches em Asheville na Carolina do Norte. Durante a adolescência, Graham estudou na Stony Brook School, uma escola cristã particular em Long Island, Nova York, e se formou no colegial, na Carolina do Norte.
Em 1970 começou seus estudos universitários na LeTourneau College em Longview (Texas), mas foi expulso da universidade por ignorar as regras relativas aos horários.
Em 1973, Graham conheceu o Robert Pierce Presidente da Bolsa do Samaritano, e eles fizeram várias visitas a projetos humanitários e parceiros de missão em todo o mundo. Foi nesta viagem que Graham decidiu dedicar a sua vida à ajuda humanitária. 
Em 1974, ele se formou no Montreat-Anderson College.  Naquele mesmo ano, em uma viagem a Jerusalém, ele se arrependeu de seus pecados e experimentou um novo nascimento.Ele recebeu um diploma de graduação (Bachelor of Arts) em administração em 1978 pela Appalachian State University.  Ele foi ordenado pastor em 1982 pela Grace Community Church em Tempe (Arizona).

## Ministério

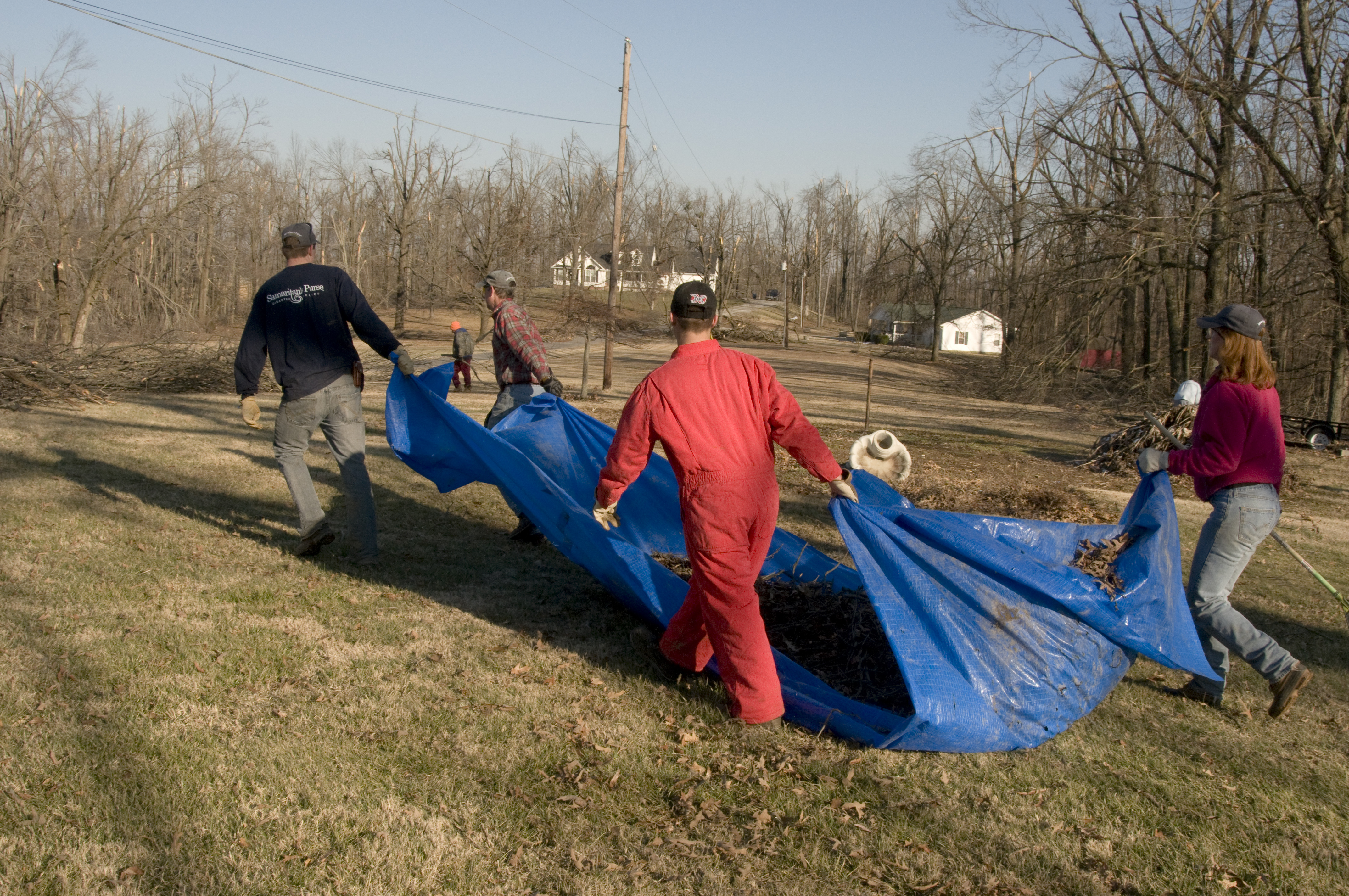
Voluntários da Samaritan's Purse realizando ajuda humanitária após um tornado.

Em 1979, após a morte de Pierce, ele foi eleito como presidente da Samaritan's Purse.

Em 1995, ele se tornou vice-presidente da Associação Evangelística Billy Graham e presidente em 2000.
Em 23 de janeiro de 1990, Graham foi convidado do talk-show 100 Huntley Street. Entre os principais eventos organizados por ele foi o Festival da Esperança em Hong Kong, com a presença de mais de 250.000 pessoas, realizado de 29 de novembro à 02 de dezembro de 2007, foi o evento que reuniu mais pessoas depois da transferência de soberania de Hong Kong em 1997. Graham discursou no funeral no Columbine High School, após o assassinato de vários de seus alunos. Ele também realizou a oração de dedicação na cerimônia de posse do presidente dos EUA, George W. Bush, em 2001.

## Vida pessoal
É casado com Jane Austin Cunningham, eles têm quatro filhos: William Franklin Graham IV (Will), nascido em 1975, Austin Roy Graham (1977), Edward Graham Bell (1979) e Jane Austin Graham Lynch (Cissie) (1986). Graham e sua esposa têm cinco netos.

## Livros
- Graham, Franklin (2012).  Worthy Publishing, ed. The Sower. [S.l.: s.n.] ISBN 9781617951114 [9]
- A Wing and a Prayer (2005)
- All for Jesus (2003), con Ross Rhoads
- Kids Praying for Kids (2003)
- The Name (2002)
- Living Beyond the Limits: A Life in Sync with God (1998)
- Rebel With A Cause: Finally Comfortable Being Graham (1995), auto-biografia
- Miracle in a Shoe Box (1995)
- Bob Pierce: This One Thing I Do (1983)